# アッカラポン・チャルームノン
アッカラポン・チャルームノン（タイ語: อัครพงศ์ เฉลิมนนท์、英語: Akrapong Chalermnon）は、タイ王国の外交官。バンコクでの本省勤務、マレーシアやベルギー、スイスでの在外勤務、外務事務次官補を経て、2023年より在大阪総領事。チュラーロンコーン大学で法学を専攻して首席で卒業した後、ケンブリッジ大学で法学修士を取得している。

## 経歴
- 1994年: 外務省入省、条約法律局 職員[1]
- 1996年: 条約法律局 三等書記官[1]
- 2001年: 在マレーシアタイ王国大使館 二等書記官（政治担当）[1]
- 2003年: 在マレーシアタイ王国大使館 一等書記官兼領事[1]
- 2005年: 外務大臣室 一等書記官[1]
- 2007年: 在ベルギータイ王国大使館 一等書記官兼領事[1]
- 2011年: 条約法律局 参事官[1]
- 2015年: 在ジュネーブ世界貿易機関（WTO）および世界知的所有権機関（WIPO）タイ王国政府代表部 公使参事官兼常駐代表[1]
- 2018年: 条約法律局 条約課 課長[1]
- 2019年: 条約法律局 法律課 課長[1]
- 2020年: 儀典局 外交特権及び免除課 課長[1]
- 2021年: 外務事務次官補[1]
- 2023年: 在大阪タイ王国総領事[1]（2月着任[2]）